# ダニシュメンド朝
- ダニシュメンド朝
- ダーニシュメンド朝

ダニシュメンド朝
Dânişmendliler

1097年（ニカイア攻囲戦の前）のアナトリア。ダニシュメンド朝はアナトリア中央部の北東にあった（橙色）。

ダニシュメンド朝（ダーニシュマンド朝、トルコ語：Dânişmendliler）はオグズ系トゥルクマーンによりアナトリア半島の中部および北東部に建てられたセルジューク朝系アタベク政権であり、11世紀後半から12世紀後半まで存在した。スィヴァス（Sivas）を首都とし、トカット（Tokat）やニクサル（Niksar）などを当初は支配した。やがて西はアンカラ、北はカスタモヌ（Kastamonu）、南はマラティヤ（Malatya）へと領土を伸ばした。11世紀末から12世紀初頭、ダニシュメンド朝は周囲を取り囲むルーム・セルジューク朝と激しく争ったほか、西方からやってきてシリア地方を支配した十字軍とも戦っている。

## ダニシュメンド・ガーズィーと君主の称号
ダーニシュメンド、あるいはダーニシュマンド・ガーズィー（Daānishmand Ghāzī, あるいは Danishmend Taylu, 全名は Gümüştekin Danishmend Ahmed Gazi）という人物により創建されたが、彼についての歴史的記録は乏しく、しかもそのほとんどは後世になって書かれたものである。
ダニシュメンド（ペルシア語: دانشمند Dānishmand/Dāneshmand はペルシア語で「賢者」を、ガーズィー（アラビア語: غازي Ghāzī/Gazi）は「異教徒への征戦（ガズワ）に従事する戦士」を意味する。ダニシュメンド・ガーズィー以降の統治者はテュルク語のベグやアラビア語のアミール（エミール）（いずれも、「将軍」「有力者」の意味）と呼ばれたが、1134年にアッバース朝のカリフ・ムスタルシドから、数々の戦いでの勝利を讃えて「マリク（メリク）」（ملك Malik/Melik、王）の称号を与えられ、これ以前の統治者たちも遡及的にメリク（王）と呼ばれるようになっている。

## 歴史
1071年にマラズギルトの戦いでセルジューク朝が東ローマ帝国に勝利してアナトリア半島の大部分を征服すると、テュルク系民族が次々とアナトリアに入植した。ダニシュメンドらも1071年にアナトリアの中央部に入植し支配を確立した。1086年にアナトリアを支配するルーム・セルジューク朝の初代スルタン・スライマーン・イブン＝クタルミシュが殺され、1092年に大セルジューク朝のスルタン・マリク・シャーが没すると王朝の後継争いが起きアナトリア各地のテュルク系支族がスルタン位をめぐって動き出した。ダニシュメンドもこの機を利用して独立政権を打ち立てた。最初の首都はアマスィヤだったと考えられている。
ダニシュメンドはルーム・セルジューク朝を継いだクルチ・アルスラーン1世と度々戦った。1097年、第1回十字軍の侵攻でルーム・セルジューク朝がニカイアを失うと、ダニシュメンド朝はルームと連合してドリュラエウムの戦いで十字軍と戦ったが敗れている。
1100年、ダニシュメンド・ガーズィーの息子アミール・ガーズィー・グムシュティギン（امیر غازی گوموش‌تگین Amīr Ghāzī Gūmūsh-tigīn/Emir Gazi Gümüshtigin）は、メリテネの戦いで十字軍国家アンティオキア公国のボエモン1世を破って捕らえ、1103年まで捕虜としている。ボエモン1世を救出しようとダニシュメンド朝に迫った「1101年の十字軍」に対しても、ルーム・セルジューク朝とダニシュメンド朝は連合して戦い、今度は撃破した。しかしダニシュメンド・ガーズィーの死後の1104年、クルチ・アルスラーンはダニシュメンド朝の弱体化に乗じて攻め込んできた。ダニシュメンド朝はアンティオキア公国と連合し、ルーム・セルジューク朝と東ローマ帝国の連合軍と戦っている。
1116年にはダニシュメンド朝はマスウード1世がルーム・セルジューク朝のスルタンとなることを助けている。1130年、アミール・ガーズィー・グムシュティギンは、南に隣接するキリキア・アルメニア王国を攻めた。アンティオキア公国はキリキア救援のため介入したが、グムシュティギンはアンティオキア公ボエモン2世を戦死させた。
グムシュティギンは1134年に没したが、その息子ムハンマド・ガーズィーは父や祖父に似ず戦士としての力は弱かった。彼の治世は比較的短かったが、その間にカイセリをトルコ風の都市へと改造する事業を行っている。
ムハンマド・ガーズィーが1142年に没すると、その兄弟がダニシュメンド朝を二つに分裂させてしまった。マリク・ヤギバサン（Melik Yaghibasan）はスィヴァスに都し、マリク/メリク（王）の称号を称した。一方、アイヌッダウラ（Ayn el-Devle）はマラティヤに都した。以後、この二つの系統が並び立った。
1155年、ルーム・セルジューク朝のスルタン・クルチ・アルスラーン2世はスィヴァスのダニシュメンド朝を攻めたが、メリク・ヤギバサンはザンギー朝のヌールッディーンに助けを求めた。しかしヌールッディーンが1174年に没すると、スィヴァスのダニシュメンド朝はルーム・セルジューク朝に併合され消滅した。その4年後、マラティヤのダニシュメンド朝も同様にルーム・セルジューク朝に併合され、ダニシュメンド朝は滅亡した。

## 民間伝承中のダニシュメンド朝
王朝の創始者ダニシュメンド・ガーズィーは、死後に編まれた叙事詩『ダニシュメンドナーメ』（Danishmendnâme）の主人公となっているが、8世紀のムスリム戦士シディ・バッタル・ガーズィー（Sidi Battal Gazi）と混同され、両者の功績が絡み合ったまま語られている。
ダニシュメンド朝の統治者たちはトルコの民話にも登場するが、すべて「メリク・ガーズィー」（ملك غازى  Malik Ghāzī/Melik Gazi）の名で呼ばれている。ニクサル（Niksar）、ビュニャン（Bünyan）、クルシェヒル（Kırşehir）などトルコ各地に「メリク・ガーズィー」の墓所があり参拝者も絶えないが、埋葬されている人物は同一人物ではなくダニシュメンド朝の異なる王たちである。カイセリの街の中心部にはメリクガーズィーという地区もある。

## 歴代君主
カッコ内は治世。
- ダーニシュマンド・アフマド・ガーズィー  （1097年 - 1104年没）
- アミール・ガーズィー・グムシュテギン　امیر غازی گوموش‌تگین Amīr Ghāzī Gūmūsh-Tigīn/Gazi Gümüshtigin　（1104年 - 1134年没）
- マリク・ムハンマド・ガーズィー  ملک محمد غازی Malik Muḥammad Ghāzī/Melik Mehmed Gazi　（1134年 - 1142年没）

スィヴァスのダニシュメンド朝のメリク（王）
- マリク・ヤギバサン  ملک یاغیباسان Malik Yāghībāsān/Melik Yaghibasan　（1142年 - 1164年）
- マリク・ムジャーヒド・ガーズィー　 ملک مجاهد غازی Malik Mujāhid Ghāzī/Melik Mücahid Gazi　（1164年 - 1166年）
- マリク・イブラーヒーム　 ملک ابراهیم Malik Ibrāhīm/Melik İbrahim　（1166年）
- マリク・イスマーイール　 ملک اسماعیل Malik Ismā`īl/Melik İsmail　（1166年）
- マリク・ズンヌーン　 ملک ذوالنون Malik Dhū al-Nūn/Melik Zünnun　（1172年 - 1174年）

マラティヤのダニシュメンド朝のエミール（武将）
- アイヌッダウラ　 عین‌الدوله `Ayn al-Dawla/Ayn el-Devle　（1142年 - 1152年）
- ズルカルナイン　 ذوالقرنین Dhū al-Qarnayn/Zülkarneyn　（1152年 - 1162年）
- ナスルッディーン・ムハンマド　 نصرالدین محمد Naṣr al-Dīn Muḥammad/Nasreddin Muhammed　（1162年 - 1170年）
- ファフルッディーン　 فخرالدین Faḥr al-Dīn/Fahreddin　（1170年 - 1172年）
- アーファリードゥーン　 آفریدون Āfarīdūn/Afridun　（1172年 - 1175年）
- ナスルッディーン・ムハンマド　 نصرالدین محمد Naṣr al-Dīn Muḥammad/Nasreddin Muhammed　（1175年 - 1178年、二度目）